# Kowalsky meg a Vega
A Kowalsky meg a Vega magyar rock-központú együttes. Korai időszakában a Funk-rock műfajt erősítette Magyarországon, hip-hop stílusú énekkel fűszerezve, mostanában vegyesebb és populárisabb hangzásvilágra váltott. A zenekar frontembere Kowalsky (Balázs Gyula), Vega viszont nem az együttes tagja, és nem is a vegetarianizmust szimbolizálja (noha Kowalsky valóban "vega"), hanem Vincent Vega, a Ponyvaregény egyik szereplője előtt tiszteleg. A zenekar zenéjének ars poeticájául az élet értelmének keresését állítja.

## Történet
Az együttes énekese, frontembere, dalszerzője Balázs Gyula, becenevén Kowalsky  1992-től 2007-ig, és 2010-től újra a Black-Out nevű rockzenekar énekese. Ezalatt 1999-ben Jávorszky Bélával megalapította saját zenekarát, a Kowalsky meg a Vegát. Ezután Juhász Róbertet keresték meg, hogy segítsen keretet adni a formálódó daloknak. Újvári Péter és Temesi Bertalan rövidesen csatlakozott hozzájuk. Összeállt az eredeti VEGA ötösfogat. Első lemezük 2003-ban jelent meg Pimasz grimasz címmel.
Cha-Cha 2005-ben technikusként csatlakozott az együtteshez, majd 2006-tól szólógitáros lett. Jimmy nem sokkal a Vegasztár című album megjelenése előtt csatlakozott az együtteshez. Sóder pedig 2008 elején társult a zenekarhoz.
2011 tavaszán jelentős változások történtek a zenekar életében, a megszólalás tökéletesítése érdekében a zenekar 8 tagúvá bővült. Ebben a változásban azonban a korábbi zenészek nem kívántak Kowával együtt részt venni, és elhagyták a csapatot, közösen hárman új zenekart alapítottak. A Vegába visszatért Juhász Róbert, és Kowalsky másik zenekarának dobosát, Csányi Zoltánt is meghívta a zenekarba. Mellettük több, más népszerű formációból ismerős zenész is feltűnik a zenekarban. A zenekar folytatja tavaszi-nyári turnéját, és az év végére új lemezt ígér.
2012 őszén bejelentésre került, hogy Jimmy és Sóder visszatérnek a zenekarba, Vidák Robi marad, a zenekar korábbi technikusa, Vajda Tomi Carlos csatlakozik az együtteshez.
A Forradalmi Egylet 2013 márciusában jelentette meg a készülő albumuk első videóklipjét, az Ami fontost. A zenekar hetedik nagy lemeze, a Még nem éden 2014 áprilisában debütált, rajta az olyan slágerekkel, mint az 'Amilyen hülye vagy', vagy a 'Bölcsődtől a sírodig' (km. FankaDeli). Az album azonnali siker lett a lemezpiacon: három héttel a megjelenés után aranylemezzé vált, hat hét múlva pedig már a platinalemez státuszt ünnepelhette a zenekar.
2016-ban megjelent új albumuk a Varázsszavak. Négyszeres platina elismerést szereztek az eladott lemez példányszámok után.
Felállás:
- "Kowalsky" Balázs Gyula - ének
- Szórád "Jimmy" Csaba - basszusgitár
- Vajda "Sóder" Péter - dobok
- Vidák Róbert "More" - akusztikus gitár
- Tobak Dániel "Dani" - gitár
- Pulius Tamás “Tomi” - billentyűk, ének

## Diszkográfia

### Nagylemezek
- Pimasz grimasz (2003)
- Vegasztár (2005)
- Forradalom Rt. (2006)
- Szemenszedett igazság (2008)
- Ötcsillagos (2010)
- Évtized lemeze (2012)
- Még nem éden (2014) - kétszeres platina minősítés
- Varázsszavak (2016) - négyszeres platina minősítés
- Árnyék és fény (2019) - megjelenés havában dupla platinalemez
- Égigérő (2023)

### Válogatások
- Kilenc (2017) - megjelenés havában tripla platinalemez
- Esszencia (2020) - megjelenés havában platina

## Díjak, elismerések
- Fonogram díj: Modern pop-rock album kategória (Ötcsillagos) (2011)
- Arany Nyíl díj: Az év felfedezettje